# 探測器5號
探測器5號（Zond 5）是蘇聯的月球探測器號系列探測器計劃探測器，它由質子K/D型運載火箭於1968年9月15日發射。
探測器5號成為了第一個航天器繞月球，並返回到地球上著陸。於1968年9月18日，飛船飛過繞月。最近距離是1950公里。在90000公里的距離拍攝地球的高品質照片。探測器5號攜帶的俄羅斯陸龜、黄粉虫、植物、種子、和細菌等生物，是第一個環繞其他星體的生物。